# Sự cố hai máy bay B747 và DC-10 của Japan Airlines năm 2001
Vào ngày 31 tháng 1 năm 2001, Chuyến bay 907 của Japan Airlines, một chiếc Boeing 747-400 trên đường từ Sân bay Haneda, Nhật Bản, đến Sân bay Naha, Okinawa, suýt va chạm giữa không trung với Chuyến bay 958 của Japan Airlines, một chiếc McDonnell Douglas DC-10-40 trên đường từ Sân bay quốc tế Gimhae, Hàn Quốc, đến Sân bay quốc tế Narita, Nhật Bản. Sự kiện này được biết đến ở Nhật Bản với tên gọi Sự cố suýt va chạm của Japan Airlines phía trên Vịnh Suruga (日本航空機駿河湾上空ニアミス事故, Nihonkōkūki surugawan jōkū niamisu jiko).
Vụ việc được cho là do sai sót của thực tập sinh Kiểm soát viên không lưu (ATC) Hideki Hachitani (蜂谷 秀樹, Hachitani Hideki) và giám sát viên thực tập Yasuko Momii (籾井 康子, Momii Yasuko). Vụ việc khiến nhà chức trách Nhật Bản phải kêu gọi Tổ chức Hàng không Dân dụng Quốc tế (ICAO) thực hiện các biện pháp ngăn chặn những vụ việc tương tự xảy ra.